# Additivo alimentare

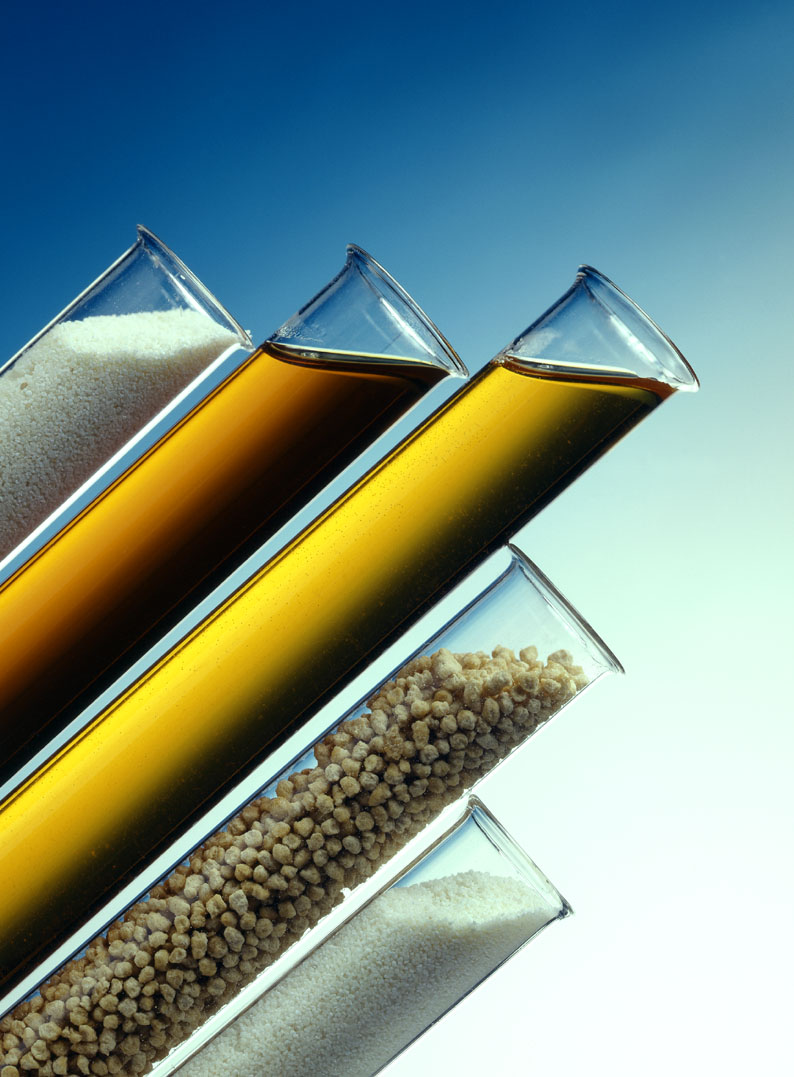
Formulazioni di lecitina

Un additivo alimentare è una sostanza impiegata nell'industria alimentare durante la preparazione, lo stoccaggio e la commercializzazione di prodotti destinati all'alimentazione.

## Regolamentazione europea
Il Regolamento (CE) n. 1333/2008 del Parlamento europeo e del Consiglio, del 16 dicembre 2008, relativo agli additivi alimentari, art. 3, comma 2.a, definisce additivo alimentare:
Sempre in base a tale regolamento, non vengono dunque considerati additivi alimentari:
ii) gli alimenti, essiccati o concentrati, compresi gli aromi, incorporati durante la fabbricazione di alimenti composti per le loro proprietà aromatiche, di sapidità o nutritive associate a un effetto colorante secondario;
iii) le sostanze utilizzate nei materiali di copertura o rivestimento, che non fanno parte degli alimenti e non sono destinati a essere consumati con i medesimi;
iv) i prodotti contenenti pectina e derivati dalla polpa di mela essiccata o dalla scorza di agrumi o cotogni, ovvero da una miscela di tali sostanze, per azione di acido diluito seguita da parziale neutralizzazione con sali di sodio o di potassio («pectina liquida»);
v) le basi per gomma da masticare;
vi) la destrina bianca o gialla, l’amido arrostito o destrinizzato, l’amido modificato mediante trattamento acido o alcalino, l’amido bianchito, l’amido modificato fisicamente e l’amido trattato con enzimi amilolitici;
vii) il cloruro d’ammonio;
viii) il plasma sanguigno, la gelatina alimentare, le proteine idrolizzate e i loro sali, le proteine del latte e il glutine;
ix) gli amminoacidi e i loro sali diversi dall’acido glutammico, la glicina, la cisteina e la cistina e i loro sali non aventi una funzione tecnologica;
x) i caseinati e la caseina;
xi) l’inulina;»
Molte sostanze impiegate come additivi alimentari sono presenti anche in natura nella frutta, nella verdura, in una serie di alimenti come il tuorlo d'uovo, i fagioli di soia, le arachidi e il mais, negli animali e nei minerali. Si suddividono in:
- edulcoranti: conferiscono un gusto dolce agli alimenti o vengono utilizzate come edulcoranti da tavola;
- coloranti: conferiscono un colore a un alimento o ne restituiscono la colorazione originaria inclusi i componenti naturali degli alimenti e altri elementi di origine naturale, normalmente non consumati come alimento né usati come ingrediente tipico degli alimenti;
- conservanti: prolungano la conservazione degli alimenti proteggendoli dal deterioramento provocato da microorganismi e/o dalla proliferazione di microorganismi patogeni;
- antiossidanti: prolungano la conservazione degli alimenti proteggendoli dal deterioramento provocato dall’ossidazione, come l’irrancidimento dei grassi e le variazioni di colore;
- supporti: utilizzati per sciogliere, diluire, disperdere o modificare fisicamente un additivo alimentare, un aroma, un enzima alimentare, un nutriente e/o altre sostanze aggiunte agli alimenti a scopo nutrizionale o fisiologico senza alterarne la funzione (e senza esercitare essi stessi alcun effetto tecnologico, allo scopo di facilitarne la manipolazione, l’applicazione o l’impiego;
- acidificanti: aumentano l’acidità di un prodotto alimentare e/o conferiscono ad esso un sapore aspro;
- regolatori dell'acidità: modificano o controllano l’acidità o l’alcalinità di un prodotto alimentare;
- antiagglomeranti: riducono la tendenza di particelle individuali di un prodotto alimentare ad aderire l’una all’altra;
- agenti antischiumogeni: impediscono o riducono la formazione di schiuma;
- agenti di carica: contribuiscono ad aumentare il volume di un prodotto alimentare senza contribuire in modo significativo al suo valore energetico disponibile;
- emulsionanti: rendono possibile la formazione o il mantenimento di una miscela omogenea di due o più fasi immiscibili in un prodotto alimentare;
- sali di fusione: disperdono le proteine contenute nel formaggio portando ad una distribuzione omogenea dei grassi e altri componenti;
- agenti di resistenza: rendono o mantengono saldi o croccanti i tessuti dei frutti o degli ortaggi, o che interagiscono con agenti gelificanti per produrre o consolidare un gel;
- esaltatori di sapidità: esaltano il sapore e/o la fragranza esistente di un prodotto alimentare;
- agenti schiumogeni: rendono possibile l’ottenimento di una dispersione omogenea di una fase gassosa in un prodotto alimentare liquido o solido;
- agenti gelificanti: danno consistenza ad un prodotto alimentare tramite la formazione di un gel;
- agenti di rivestimento: quando vengono applicati alla superficie esterna di un prodotto alimentare, conferiscono un aspetto brillante o forniscono un rivestimento protettivo;
- agenti umidificanti: impediscono l’essiccazione degli alimenti contrastando l’effetto di una umidità atmosferica scarsa, o che promuovono la dissoluzione di una polvere in un ambiente acquoso;
- amidi modificati: sostanze ottenute mediante uno o più trattamenti chimici di amidi alimentari, che possono aver subito un trattamento fisico o enzimatico e essere acidi o alcalini, diluiti o bianchiti;
- gas d’imballaggio: gas differenti dall’aria introdotti in un contenitore prima, durante o dopo aver introdotto in tale contenitore un prodotto alimentare;
- propellenti: gas differenti dall’aria che espellono un prodotto alimentare da un contenitore;
- agenti lievitanti: liberano gas e in questo modo aumentano il volume di un impasto o di una pastella;
- agenti sequestranti: formano complessi chimici con ioni metallici;
- stabilizzanti: rendono possibile il mantenimento dello stato fisico-chimico di un prodotto alimentare;
- addensanti: aumentano la viscosità di un prodotto alimentare;
- agenti di trattamento delle farine: vengono aggiunte alla farina o ad un impasto per migliorarne le qualità di cottura;
- intensificatori del contrasto: applicate sulla superficie esterna degli ortofrutticoli in seguito alla depigmentazione di parti predefinite, aiutano a distinguere tali parti dal resto della superficie conferendo una colorazione in seguito all’interazione con alcune componenti dell’epidermide.

Devono essere chiaramente indicate nell'etichetta apposta sull'alimento messa a disposizione del consumatore. Quando non sono destinati alla vendita ai consumatori finali e vengono venduti separatamente o in associazione ad altri additivi e/o ad altri ingredienti alimentari e/o ai quali sono aggiunte altre sostanze, devono presentare un'apposita etichetta. Tutti gli additivi autorizzati a livello europeo sono contrassegnati da una sigla numerica preceduta dalla lettera E.
Esistono alcuni alimenti a cui non possono essere aggiunti additivi alimentari a causa del "principio del trasferimento":
- alimenti non trasformati come definiti dall'art. 3 del regolamento (CE) n. 1333/2008 ad esclusione delle preparazioni di carni definite dal regolamento (CE) n. 853/2004,
- miele,
- oli e grassi di origine animale o vegetale non emulsionati,
- burro,
- latte pastorizzato e sterilizzato non aromatizzato e panna intera pastorizzata non aromatizzata,
- prodotti non aromatizzati a base di latte fermentato non trattati termicamente dopo la fermentazione,
- latticello non aromatizzato,
- acqua minerale naturale, acqua di sorgente e tutti gli altri tipi di acqua in bottiglia o confezionata,
- caffè, tranne il caffè istantaneo aromatizzato, ed estratti di caffè,
- tè in foglie non aromatizzato,
- zuccheri definiti dalla direttiva 2001/111/CE del Consiglio,
- pasta secca, esclusa la pasta esente da glutine e/o la pasta per diete ipoproteiche,
- alimenti per lattanti e bambini nella prima infanzia, compresi gli alimenti a fini medici speciali.

Esistono alcuni alimenti a cui non possono essere aggiunti coloranti a causa del "principio del trasferimento":
- alimenti non trasformati, quali definiti all'art. 3 del regolamento (CE) n. 1333/2008,
- tutti i tipi di acqua in bottiglia o confezionata,
- latte intero, scremato e parzialmente scremato, pastorizzato o sterilizzato,
- latte al cioccolato,
- latte fermentato non aromatizzato,
- latte conservato di cui alla direttiva 2001/114/CE del Consiglio, non aromatizzato,
- latticello non aromatizzato,
- panna e panna in polvere non aromatizzata,
- oli e grassi di origine animale o vegetale,
- formaggio stagionato e non stagionato non aromatizzato,
- burro di latte di pecora e capra,
- uova e ovoprodotti,
- farina e altri prodotti della macinazione e amidi,
- pane e prodotti simili,
- pasta e gnocchi,
- zuccheri,
- concentrati di pomodoro e pomodori in scatola o in bottiglia,
- salse a base di pomodoro,
- succhi e nettare di frutta e ortaggi,
- frutta, ortaggi e funghi in scatola, in bottiglia o secchi,
- frutta, ortaggi e funghi trasformati,
- confettura extra, gelatina extra, crema di marroni,
- pesce, crostacei e molluschi, carni, pollame e selvaggina nonché le loro preparazioni, tranne i pasti preparati contenenti tali ingredienti,
- prodotti di cacao e pezzi di cioccolato nei prodotti di cioccolato,
- caffè torrefatto, tè, infusioni, estratti e preparati a base di frutta ed erbe, cicoria, comprese le miscele e le miscele solubili di tali prodotti,
- sale, succedanei del sale, spezie e miscugli di spezie,
- vino,
- bevande spiritose, acquaviti ottenute dalla macerazione e dalla distillazione e London gin, Sambuca, maraschino, sangria, clarea e zurra,
- aceti di vino,
- alimenti per lattanti e bambini nella prima infanzia, compresi gli alimenti a fini medici speciali,
- miele,
- malto.

## Norme internazionali
Gli additivi subiscono a livello europeo e internazionale un processo di valutazione della sicurezza prima di essere autorizzati per l'uso alimentare. In Europa la valutazione viene effettuata dall'Agenzia per la Sicurezza Alimentare (EFSA), e a livello internazionale dal Comitato congiunto di esperti sugli additivi alimentari (JECFA - Joint Expert Committee on Food Additives) dell'Organizzazione per l'Alimentazione e l'Agricoltura (FAO) e dell'Organizzazione Mondiale della Sanità (OMS).

## Classificazione
| 100-199 Coloranti                                | 100-109 – gialli                                                |
| 100-199 Coloranti                                | 110-119 – arancione                                             |
| 100-199 Coloranti                                | 120-129 – rossi                                                 |
| 100-199 Coloranti                                | 130-139 – blu e violetti                                        |
| 100-199 Coloranti                                | 140-149 – verdi                                                 |
| 100-199 Coloranti                                | 150-159 – marroni e neri                                        |
| 100-199 Coloranti                                | 160-199 – altri                                                 |
| 200-299 Conservanti                              | 200-209 – sorbati                                               |
| 200-299 Conservanti                              | 210-219 – benzoati                                              |
| 200-299 Conservanti                              | 220-229 – solfuri                                               |
| 200-299 Conservanti                              | 230-239 – fenoli e formiati                                     |
| 200-299 Conservanti                              | 240-259 – nitriti e nitrati                                     |
| 200-299 Conservanti                              | 260-269 – acetati                                               |
| 200-299 Conservanti                              | 270-279 – lattati                                               |
| 200-299 Conservanti                              | 280-289 – propionati                                            |
| 200-299 Conservanti                              | 290-299 – altri                                                 |
| 300-399 Antiossidanti e correttori di acidità    | 300-309 – ascorbati (vitamina C)                                |
| 300-399 Antiossidanti e correttori di acidità    | 310-319 – gallati e eritorbati                                  |
| 300-399 Antiossidanti e correttori di acidità    | 320-329 – lattati                                               |
| 300-399 Antiossidanti e correttori di acidità    | 330-339 – citrati e tartrati                                    |
| 300-399 Antiossidanti e correttori di acidità    | 340-349 – fosfati                                               |
| 300-399 Antiossidanti e correttori di acidità    | 350-359 – malati e adipati                                      |
| 300-399 Antiossidanti e correttori di acidità    | 360-369 – succinati e fumarati                                  |
| 300-399 Antiossidanti e correttori di acidità    | 370-399 – altri                                                 |
| 400-499 Addensanti, stabilizzanti e emulsionanti | 400-409 – alginati                                              |
| 400-499 Addensanti, stabilizzanti e emulsionanti | 410-419 – gomma naturale                                        |
| 400-499 Addensanti, stabilizzanti e emulsionanti | 420-429 – altri agenti naturali                                 |
| 400-499 Addensanti, stabilizzanti e emulsionanti | 430-439 – derivati del poliossietilene                          |
| 400-499 Addensanti, stabilizzanti e emulsionanti | 440-449 – emulsionanti naturali                                 |
| 400-499 Addensanti, stabilizzanti e emulsionanti | 450-459 – fosfati                                               |
| 400-499 Addensanti, stabilizzanti e emulsionanti | 460-469 – derivati della cellulosa                              |
| 400-499 Addensanti, stabilizzanti e emulsionanti | 470-489 – derivati degli acidi grassi                           |
| 400-499 Addensanti, stabilizzanti e emulsionanti | 490-499 – altri                                                 |
| 500-599 Regolatori di acidità e antiagglomeranti | 500-509 – acidi e basi inorganiche                              |
| 500-599 Regolatori di acidità e antiagglomeranti | 510-519 – cloruri e solfati                                     |
| 500-599 Regolatori di acidità e antiagglomeranti | 520-529 – solfati e idrossidi                                   |
| 500-599 Regolatori di acidità e antiagglomeranti | 530-549 – sali dei metalli alcalini                             |
| 500-599 Regolatori di acidità e antiagglomeranti | 550-559 – silicati                                              |
| 500-599 Regolatori di acidità e antiagglomeranti | 570-579 – stearati e gluconati                                  |
| 500-599 Regolatori di acidità e antiagglomeranti | 580-599 – altri                                                 |
| 600-699 Esaltatori di sapidità                   | 620-629 – glutammati                                            |
| 600-699 Esaltatori di sapidità                   | 630-639 – inosinati                                             |
| 600-699 Esaltatori di sapidità                   | 640-649 – altri                                                 |
| 900-999 Vari                                     | 900-909 – cere                                                  |
| 900-999 Vari                                     | 910-919 – glasse                                                |
| 900-999 Vari                                     | 920-929 – agenti ausiliari                                      |
| 900-999 Vari                                     | 930-949 – gas per confezionamento                               |
| 900-999 Vari                                     | 950-969 – dolcificanti                                          |
| 900-999 Vari                                     | 990-999 – schiumogeni                                           |
| 1100-1599 Altri prodotti                         | Sostanze che non rientrano nelle classificazioni sopra indicate |

Si noti che non tutti i composti rientrano negli intervalli numerici indicati e alcuni, specialmente nell'intervallo E400-499, hanno più applicazioni.

## E100-E199 (coloranti)

### E100-E109 Gialli
- E100 Curcumina
- E101 Riboflavina (Vitamina B2), nota anche come lattoflavina o (Vitamina G)
- E101a Riboflavina-5'-fosfato
- E102 Tartrazina, FD&C Yellow 5
- E103 Crisoina resorcinolo
- E104 Giallo di chinolina
- E105 Giallo rapido AB
- E106 Riboflavina-5-fosfato, sale sodico
- E107 Giallo 2G

### E110-E119 Arancioni
- E110 Giallo arancio S (Giallo tramonto FCF, FD&C Giallo 6)
- E111 Arancione GGN

### E120-E129 Rossi
- E120 Cocciniglia, Acido carminico, Carminio, Rosso naturale
- E121 Oricello, orchile
- E122 Azorubina (Carmoisina)
- E123 Amaranto, FD&C Rosso 2
- E124 Ponceau 4R (Rosso scarlatto vittoria, Rosso cocciniglia A)
- E127 Eritrosina, FD&C Rosso 3
- E128 Rosso 2G eliminato nel 2007
- E129 Rosso allura AC, FD&C Rosso 40

### E130-E139 Blu e violetti
- E130 Blu indantrene RS
- E131 Blu Patentato V
- E132 Indigotina
- E133 Blu Brillante FCF, FD&C Blu

### E140-E149 Verdi
- E140 Clorofilla
- E141 Clorofillina
- E142 Verde S

### E150-E159 Marroni e neri
- E150a Caramello[9]
- E150b Caramello solfito caustico
- E150c Caramello ammoniacale
- E150d Caramello ammonio solfito
- E151 Nero Brillante BN (Nero PN)
- E152 Black 7984
- E153 Carbone vegetale, Vegetable carbon
- E154 Bruno FK, Marrone Kipper
- E155 Bruno HT, Marrone cioccolato HT

### E160-E182 Altri
- E160a α-Carotene, β-carotene, γ-carotene
- E160b Annatto, bissina, norbissina
- E160c Estratto di paprica, capsantina, capsorubina
- E160d Licopene
- E160e β-Apo-8'-carotenale (C 30)
- E160f Estere etilico dell'acido β-apo-8'-carotenico (C 30)
- E161a Flavoxantina
- E161b Luteina
- E161c Criptoxantina
- E161d Rubixantina
- E161e Violaxantina
- E161f Rodoxantina
- E161g Cantaxantina
- E161h Zeaxantina
- E162 Betanina
- E163 Antociani
- E170 Carbonato di calcio, gesso
- E171 Diossido di titanio
- E172 Ossidi e idrossidi di ferro
- E173 Alluminio
- E174 Argento
- E175 Oro
- E180 Litolrubina BK
- E181 Tannino
- E182 Orceina vietato l'uso nell'Unione europea dal 1/1/1977

## E200-E299 (conservanti)
- E200 Acido sorbico (conservante)
- E201 Sorbato di sodio (conservante)
- E202 Sorbato di potassio (conservante)
- E203 Sorbato di calcio (conservante)
- E210 Acido benzoico (conservante)
- E211 Benzoato di sodio (conservante)
- E212 Benzoato di potassio (conservante)
- E213 Benzoato di calcio (conservante)
- E214 Para-idrossibenzoato di etile (conservante) ("etilparaben")
- E215 Sale sodico del para-idrossibenzoato di etile ("sodio etilparaben") (conservante)
- E216 Para-idrossibenzoato di propile (conservante) ("propilparaben")
- E217 Sale sodico del para-idrossibenzoato di propile ("sodio propilparaben") (conservante)
- E218 Para-idrossibenzoato di metile ("metilparaben") (conservante)
- E219 Sale sodico del para-idrossibenzoato di metile ("sodio metilparaben") (conservante)
- E220 Diossido di zolfo (conservante)
- E221 Solfito di sodio (conservante)
- E222 Bisolfito di sodio (conservante)
- E223 Metabisolfito di sodio (conservante)
- E224 Metabisolfito di potassio (conservante)
- E226 Solfito di calcio (conservante)
- E227 Bisolfito di calcio (conservante) (addensante)
- E228 Bisolfito di potassio (conservante)
- E230 Bifenile, difenile (conservante)
- E233 Tiabendazolo (conservante)
- E234 Nisina (conservante)
- E235 Natamicina, Pimaricina (conservante)
- E236 Acido formico (conservante)
- E237 Formiato di sodio (conservante)
- E238 Formiato di calcio (conservante)
- E239 Esametilentetrammina, esammina (conservante)
- E240 Formaldeide (conservante)
- E242 Dimetildicarbonato (conservante)
- E249 Nitrito di potassio (conservante)
- E250 Nitrito di sodio (conservante)
- E251 Nitrato di sodio (conservante)
- E252 Nitrato di potassio (conservante)
- E260 Acido acetico (conservante) (regolatore di acidità)
- E261 Acetato di potassio (conservante) (regolatore di acidità)
- E262 Acetato di sodio e Diacetato di sodio (conservante) (regolatore di acidità)
- E263 Acetato di calcio (conservante) (regolatore di acidità)
- E264 Acetato d'ammonio (conservante)
- E270 Acido lattico (conservante) (acido) (antiossidante)
- E280 Acido propionico (conservante)
- E281 Propionato di sodio (conservante)
- E282 Propionato di calcio (conservante)
- E283 Propionato di potassio (conservante)
- E284 Acido borico (conservante)
- E285 Borace, sodio tetraborato (conservante)
- E290 Anidride carbonica (regolatore di acidità)
- E296 Acido malico (acido) (regolatore di acidità)
- E297 Acido fumarico (regolatore di acidità)

## E300-E399 (antiossidanti e correttori di acidità)
- E300 Acido ascorbico (Vitamina C) (antiossidante)
- E301 Ascorbato di sodio (antiossidante)
- E302 Ascorbato di calcio (antiossidante)
- E303 Ascorbato di potassio (antiossidante)
- E304 Esteri di acidi grassi dell'acido ascorbico (i) Palmitato di ascorbile (ii) Stearato di ascorbile (antiossidante)
- E306 Estratti naturali ricchi di tocoferolo (antiossidante)
- E307 α-tocoferolo (sintetico) (antiossidante)
- E308 γ-tocoferolo (sintetico) (antiossidante)
- E309 δ-tocoferolo (sintetico) (antiossidante)
- E310 Gallato di propile (antiossidante)
- E311 Gallato di ottile (antiossidante)
- E312 Gallato di dodecile (antiossidante)
- E315 Acido eritorbico (antiossidante)
- E316 Eritorbato di sodio (antiossidante)
- E319 Butil-idrochinone terziario (TBHQ) (antiossidante)
- E320 Idrossianisolo butilato (BHA) (antiossidante)
- E321 Idrossitoluene butilato (BHT) (antiossidante)
- E322 Lecitina (emulsionante)
- E325 Lattato di sodio (antiossidante)
- E326 Lattato di potassio (antiossidante) (regolatore di acidità)
- E327 Lattato di calcio (antiossidante)
- E329 Lattato di magnesio (antiossidante)
- E330 Acido citrico (regolatore di acidità)
- E331 Citrati di sodio: (i) Citrato monosodico (ii) Citrato disodico (iii) Citrato trisodico (regolatore di acidità)
- E332 Citrati di potassio: (i) Citrato monopotassico (ii) Citrato tripotassico (antiossidante)
- E333 Citrati di calcio: (i) Citrato monocalcico (ii) Citrato dicalcico (iii) Citrato tricalcico (regolatore di acidità) (addensante)
- E334 Acido tartarico (L(+)-) (acido) (antiossidante)
- E335 Tartrati di sodio: (i) Tartrato monosodico (ii) Tartrato disodico (antiossidante)
- E336 Tartrati di potassio: (i) Tartrato monopotassico (cremortartaro) (ii) Tartrato dipotassico (antiossidante)
- E337 Tartrato di sodio e potassio (antiossidante)
- E338 Acido fosforico (Sinonimi: acido ortofosforico, acido monofosforico) (antiossidante)
- E339 Fosfati di sodio: (i) Fosfato monosodico (sinonimi: monofosfato monosodico, ortofosfato monosodico, fosfato monobasico di sodio, monofosfato di diidrogeno di sodio) (ii) Fosfato disodico (sinonimi: monofosfato disodico, fosfato secondario di sodio, ortofosfato disodico, fosfato disodico acido) (iii) Fosfato trisodico (sinonimi: fosfato di sodio, fosfato tribasico di sodio, ortofosfato trisodico) (antiossidante)
- E340 Fosfati di potassio: (i) Fosfato monopotassico (sinonimi: fosfato monobasico di potassio, monofosfato monopotassico, ortofosfato di potassio) (ii) Fosfato dipotassico (sinonimi: monofosfato dipotassico, fosfato secondario di potassio, fosfato acido di potassio, ortofosfato dipotassico, fosfato bibasico di potassio) (iii) Fosfato tripotassico (sinonimi: fosfato di potassio, fosfato tribasico di potassio, ortofosfato di tripotassio) (antiossidante)
- E341 Fosfati di calcio: (i) Fosfato monocalcico (sinonimi: fosfato monobasico di calcio, ortofosfato monocalcico) (ii) Fosfato dicalcico (sinonimi: fosfato bibasico di calcio, ortofosfato di calcio) (iii) Fosfato tricalcico (sinonimi: fosfato di calcio tribasico, ortofosfato di calcio, monofosfato ossidrilico di pentacalcio, idrossiapatite di calcio) (antiagglomernate) (addensante)
- E343 Fosfati di magnesio: (i) Fosfato monomagnesiaco (ii) Fosfato dimagnesiaco (antiagglomerante) (Nota - Questo additivo è sotto discussione ed in un futuro emendamento della direttiva europea potrebbe rientrare negli additivi miscellanei)
- E350 Malati di sodio: (i) Malato di sodio (ii) Idrogenomalato di sodio (regolatore di acidità)
- E351 Malato di potassio (regolatore di acidità)
- E352 Malati di calcio: (i) Malato di calcio (ii) Idrogenomalato di calcio (regolatore di acidità)
- E353 Acido metatartarico (emulsionante)
- E354 Tartrato di calcio (emulsionante)
- E355 Acido adipico (regolatore di acidità)
- E356 Adipato di sodio (regolatore di acidità)
- E357 Adipato di potassio (regolatore di acidità)
- E363 Acido succinico (regolatore di acidità)
- E365 Fumarato di sodio (regolatore di acidità)
- E366 Fumarato di potassio (regolatore di acidità)
- E367 Fumarato di calcio (regolatore di acidità)
- E370 1,4-eptonolattone (regolatore di acidità)
- E375 Niacina, acido nicotinico, nicotinamide (stabilizzante del colore)
- E380 Citrato triammonico (regolatore di acidità)
- E381 Ferrocitrato d'ammonio (regolatore di acidità)
- E385 Etilendiamminotetraacetato di calcio e disodio (calcio disodio EDTA) (antiossidante) (conservante)
- E392 Estratto di rosmarino

## E400-E499 (addensanti, stabilizzanti e emulsionanti)
- E400 Acido alginico (addensante) (stabilizzante) (gelificante) (emulsionante)
- E401 Alginato di sodio (addensante) (stabilizzante) (gelificante) (emulsionante)
- E402 Alginato di potassio (addensante) (stabilizzante) (gelificante) (emulsionante)
- E403 Alginato di ammonio (addensante) (stabilizzante) (emulsionante)
- E404 Alginato di calcio (addensante) (stabilizzante) (gelificante) (emulsionante)
- E405 Alginato di propan-1,2-diolo (alginato di propilenglicole) (addensante) (stabilizzante) (emulsionante)
- E406 Agar-agar (addensante) (gelificante) (stabilizzante)
- E407 Carragenina (addensante) (stabilizzante) (gelificante) (emulsionante)
- E407a Alghe Eucheuma trasformate (addensante) (stabilizzante) (gelificante) (emulsionante)
- E410 Farina di semi di carrube (addensante) (stabilizzante) (gelificante) (emulsionante)
- E412 Gomma di guar (addensante) (stabilizzante)
- E413 Gomma adragante (addensante) (stabilizzante) (emulsionante)
- E414 Gomma d'acacia (gomma arabica) (addensante) (stabilizzante) (emulsionante)
- E415 Gomma di xantano (addensante) (stabilizzante)
- E416 Gomma di karaya (addensante) (stabilizzante) (emulsionante)
- E417 Gomma di tara (addensante) (stabilizzante)
- E418 Gomma di gellano (addensante) (stabilizzante) (emulsionante)
- E420 Sorbitolo (emulsionante) (dolcificante) (umettante)
- E421 Mannitolo (antiagglomerante) (dolcificante)
- E422 Glicerolo (emulsionante) (dolcificante) (umettante)
- E424 Curdlano (gelificante)
- E425 Glucomannano o Gomma di konjac (emulsionante) (gelificante)
- E430 Stearato di poliossietilene (8) (emulsionante) (stabilizzante)
- E431 Stearato di poliossietilene (40) (emulsionante)
- E432 Sorbitolmonolaurato di poliossietilene (20) (polisorbato 20) (emulsionante)
- E433 Sorbitolmonooleato di poliossietilene (20) (polisorbato 80) (emulsionante)
- E434 Sorbitolmonopalmitato di poliossietilene (20) (polisorbato 40) (emulsionante)
- E435 Sorbitolmonostearato di poliossietilene (20) (polisorbato 60) (emulsionante)
- E436 Sorbitan tristearato di poliossietilene (20) (polisorbato 65) (emulsionante)
- E440 Pectina (i); pectina amidata (ii) (gelificante) (addensante)
- E441 Gelatina (emulsionante) (gelificante)
- E444 Saccarosio acetato isobutirrato (emulsionante)
- E445 Esteri glicerici di resina (emulsionante)
- E450 Difosfati: (i) Difosfato disodico (sinonimi: diidrogenodifosfato di disodio, diidrogenopirofosfato di disodio, pirofosfato acido di sodio, pirofosfato disodico) (ii) Difosfato trisodico (sinonimi: pirofosfato acido trisodico, monoidrogenodifosfato trisodico) (iii) Difosfato tetrasodico (sinonimi: pirofosfato tetrasodico, pirofosfato di sodio) (iv) Difosfato dipotassico (v) Difosfato tetrapotassico (sinonimi: pirofosfato di potassio, pirofosfato di tetrapotassio) (vi) Difosfato dicalcico (sinonimi: pirofosfato di calcio) (vii) Idrogenodifosfato di calcio (sinonimi: pirofosfato acido di calcio, diidrogenopirofosfato di monocalcio) (emulsionante)
- E451 Trifosfati: (i) Trifosfato pentasodico (sinonimi: tripolifosfato pentasodico, tripolifosfato di sodio) (ii) Trifosfato pentapotassico (sinonimi: tripolifosfato pentapotassico, trifosfato di potassio, tripolifosfato di potassio) (emulsionante)
- E452 Polifosfati: (i) Polifosfati di sodio (ii) Polifosfati di potassio (iii) Polifosfati di sodio e calcio (iv) Polifosfati di calcio (emulsionante)
- E459 β-ciclodestrina (emulsionante)
- E460 Cellulosa (i) Cellulosa microcristallina (ii) Cellulosa in polvere (emulsionante)
- E461 Metilcellulosa (emulsionante)
- E462 Etilcellulosa (emulsionante)
- E463 Idrossipropilcellulosa (emulsionante)
- E464 Idrossipropilmetilcellulosa (emulsionante)
- E465 Etilmetilcellulosa (emulsionante)
- E466 Carbossimetilcellulosa, Carbossimetilcellulosa sodica (emulsionante)
- E468 Carbossimetilcellulosa sodica reticolata (emulsionante) (Nota - questo additivo è oggetto di discussione e potrebbe essere incluso tra i miscellanei in un futuro emendamento della direttiva)
- E469 Carbossimetilcellulosa idrolizzata enzimaticamente (emulsionante)
- E470a Sali di sodio, potassio e calcio degli acidi grassi (emulsionante) (antiagglomerante)
- E470b Sali di magnesio degli acidi grassi (emulsionante) (antiagglomerante)
- E471 Mono- e digliceridi degli acidi grassi (monogliceridi distillati, monostearato di glicerile, distearato di glicerile) (emulsionante)
- E472a Esteri acetici dei mono- e digliceridi degli acidi grassi (emulsionante)
- E472b Esteri lattici dei mono- e digliceridi degli acidi grassi (emulsionante)
- E472c Esteri citrici dei mono- e digliceridi degli acidi grassi (emulsionante)
- E472d Esteri tartarici dei mono- e digliceridi degli acidi grassi (emulsionante)
- E472e Esteri mono- e diacetiltartarici dei mono- e digliceridi degli acidi grassi (emulsionante)
- E472f Esteri misti acetici e tartarici dei mono- e digliceridi degli acidi grassi (emulsionante)
- E473 Esteri saccarici degli acidi grassi (emulsionante)
- E474 Saccarogliceridi (emulsionante)
- E475 Esteri poliglicerici degli acidi grassi (emulsionante)
- E476 Poliricinoleato di poliglicerile (emulsionante)
- E477 Esteri propan-1,2-diolici degli acidi grassi, Esteri propilenglicolici degli acidi grassi (emulsionante)
- E478 Gliceril- e 1-propilesteri lattilati degli acidi grassi (emulsionante)
- E479b Olio di semi di soia ossidato termicamente con mono- e digliceridi degli acidi grassi (emulsionante)
- E481 2-Lattilato di stearoile, sale sodico (emulsionante)
- E482 2-Lattilato di stearoile, sale di calcio (emulsionante)
- E483 Tartrato di stearile (emulsionante)
- E491 Sorbitolo monostearato (emulsionante)
- E492 Sorbitolo tristearato (emulsionante)
- E493 Sorbitolo monolaurato (emulsionante)
- E494 Sorbitolo monooleato (emulsionante)
- E495 Sorbitolo monopalmitato (emulsionante)

## E500-E599 (correttori di acidità e antiagglomeranti)
- E500 Carbonati di sodio: (i) Carbonato di sodio (ii) Bicarbonato di sodio (Idrogenocarbonato di sodio) (iii) Sesquicarbonato di sodio (regolatore di acidità) (lievitante)
- E501 Carbonati di potassio: (i) Carbonato di potassio (ii) Bicarbonato di potassio (Idrogenocarbonato di potassio) (regolatore di acidità)
- E503 Carbonati d'ammonio: (i) Carbonato d'ammonio (ii) Bicarbonato d'ammonio (Idrogenocarbonato di ammonio) (regolatore di acidità)
- E504 Carbonati di magnesio: (i) Carbonato di magnesio (ii) Bicarbonato di magnesio (Idrogenocarbonato di magnesio) (regolatore di acidità) (antiagglomerante)
- E507 Acido cloridrico (acido)
- E508 Cloruro di potassio (gelificante) (stagionante) (esaltatore di sapidità)
- E509 Cloruro di calcio (sequestrante) (rassodante) (addensante)
- E510 Cloruro d'ammonio, ammonia solution (regolatore di acidità) (antiagglomerante)
- E511 Cloruro di magnesio (rassodante) (regolatore di acidità)
- E512 Cloruro stannoso (antiossidante)
- E513 Acido solforico (acido)
- E514 Solfati di sodio: (i) Solfato di sodio (ii) Bisolfato di sodio (Idrogenosolfato di sodio) (regolatore di acidità)
- E515 Solfati di potassio: (i) Solfato di potassio (ii) Bisolfato di potassio (Idrogenosolfato di potassio) (stagionante)
- E516 Solfato di calcio (sequestrante) (antiagglomerante) (rassodante)
- E517 Solfato d'ammonio (antiagglomerante)
- E518 Solfato di magnesio, "Epsom salts" (regolatore di acidità) (rassodante)
- E519 Solfato rameico (conservante)
- E520 Solfato d'alluminio (rassodante)
- E521 Solfato d'alluminio e sodio (rassodante)
- E522 Solfato d'alluminio e potassio (regolatore di acidità)
- E523 Solfato d'alluminio e ammonio (regolatore di acidità)
- E524 Idrossido di sodio (regolatore di acidità)
- E525 Idrossido di potassio (regolatore di acidità)
- E526 Idrossido di calcio (regolatore di acidità) (rassodante)
- E527 Idrossido di ammonio (regolatore di acidità)
- E528 Idrossido di magnesio (regolatore di acidità)
- E529 Ossido di calcio (regolatore di acidità) (antiagglomerante)
- E530 Ossido di magnesio (regolatore di acidità) (antiagglomerante)
- E535 Ferrocianuro di sodio (regolatore di acidità) (antiagglomerante)
- E536 Ferrocianuro di potassio (antiagglomerante)
- E538 Ferrocianuro di calcio (antiagglomerante)
- E540 Difosfato di dicalcio (regolatore di acidità) (emulsionante)
- E541 Fosfato acido d'alluminio e sodio (emulsionante)
- E542 Fosfato d'ossa (antiagglomerante)
- E543 Polifosfato di calcio e sodio
- E544 Polifosfato di calcio (emulsionante)
- E545 Polifosfato di alluminio (emulsionante)
- E550 Silicato di sodio (antiagglomerante)
- E551 Diossido di silicio (Silice) (emulsionante) (antiagglomerante)
- E552 Silicato di calcio (antiagglomerante)
- E553a Silicati di magnesio: (i) Silicato di magnesio (ii) Trisilicato di magnesio (antiagglomerante)
- E553b Talco (antiagglomerante)[10]
- E554 Silicato d'alluminio e sodio (antiagglomerante) - Non più autorizzato in UE dal 01/02/2014 (Reg. UE 380/2012)
- E555 Silicato d'alluminio e potassio (antiagglomerante) - Non più autorizzato in UE dal 01/02/2014 (Reg. UE 380/2012)
- E556 Silicato d'alluminio e calcio (antiagglomerante) - Non più autorizzato in UE dal 01/02/2014 (Reg. UE 380/2012)
- E558 Bentonite (antiagglomerante)
- E559 Silicato d'alluminio (Caolino) (antiagglomerante) - Non più autorizzato in UE dal 01/02/2014 (Reg. UE 380/2012)
- E570 Acido stearico (antiagglomerante)
- E572 Stearato di magnesio, Stearato di calcio (emulsionante) (antiagglomerante)
- E574 Acido gluconico (regolatore di acidità)
- E575 Glucono-δ-lattone (regolatore di acidità) (sequestrante)
- E576 Gluconato di sodio (sequestrante)
- E577 Gluconato di potassio (sequestrante)
- E578 Gluconato di calcio (rassodante)
- E579 Gluconato ferroso (colorante)
- E585 Lattato ferroso (colorante)
- E586 4-Esilresorcinolo

## E600-E699 (esaltatori di sapidità)
- E620 Acido glutammico (esaltatore di sapidità)
- E621 Glutammato monosodico (esaltatore di sapidità)
- E622 Glutammato monopotassico (esaltatore di sapidità)
- E623 Diglutammato di calcio (esaltatore di sapidità)
- E624 Glutammato monoammonico (esaltatore di sapidità)
- E625 Diglutammato di magnesio (esaltatore di sapidità)
- E626 Acido guanilico (esaltatore di sapidità)
- E627 Guanilato di disodio, Guanilato di sodio (esaltatore di sapidità)
- E628 Guanilato di dipotassio (esaltatore di sapidità)
- E629 Guanilato di calcio (esaltatore di sapidità)
- E630 Acido inosinico (esaltatore di sapidità)
- E631 Inosinato di disodio (esaltatore di sapidità)
- E632 Inosinato di dipotassio (esaltatore di sapidità)
- E633 Inosinato di calcio (esaltatore di sapidità)
- E634 Calcio 5'-ribonucleotidi (esaltatore di sapidità)
- E635 Disodio 5'-ribonucleotidi (esaltatore di sapidità)
- E636 Maltolo (esaltatore di sapidità)
- E637 Etilmaltolo (esaltatore di sapidità)
- E640 Glicina e sale sodico della glicina (esaltatore di sapidità)

## E900-E999 (vari)
- E900 Dimetil polisilossano (antischiuma) (antiagglomerante)
- E901 Cera d'api, bianca e gialla (lucidante)
- E902 Cera candelilla (lucidante)
- E903 Cera di carnauba (lucidante)
- E904 Gommalacca (lucidante)
- E905 Cera microcristallina (lucidante)
- E907 Cera cristallina (lucidante)
- E910 L-Cisteina (lucidante)
- E912 Esteri dell'acido montanico
- E913 Lanolina, olio di lana di pecora (lucidante)
- E914 Cera polietilenica ossidata (lucidante)
- E915 Esteri del colofano (lucidante)
- E920 Cloridrato di L-cisteina (antiagglomerante)
- E921 Cloridrato di L-cisteina monoidrato (antiagglomerante)
- E924 Bromato di potassio (antiagglomerante)
- E925 Cloro (conservante) (sbiancante)
- E926 Diossido di cloro (conservante) (sbiancante)
- E927 Azodicarbonammide (uso vietato nell'Unione Europea)
- E927b Carbammide (antiagglomerante)
- E928 Perossido di benzolo (antiagglomerante)
- E938 Argon (gas per confezionamento)
- E939 Elio (gas per confezionamento)
- E941 Azoto (gas per confezionamento)
- E942 Protossido di azoto (gas propellente)
- E943a Butano (gas propellente)
- E943b Isobutano (gas propellente)
- E944 Propano (gas propellente)
- E948 Ossigeno (gas per confezionamento)
- E949 Idrogeno
- E950 Acesulfame K (dolcificante)
- E951 Aspartame (dolcificante)
- E952 Acido ciclamico e suoi sali di sodio e calcio (dolcificante)
- E953 Isomalt (dolcificante)
- E954 Saccarina e suoi sali di sodio, potassio e calcio (dolcificante)
- E955 Sucralosio (dolcificante)
- E957 Taumatina (dolcificante) (esaltatore di sapidità)
- E959 Neoesperidina DC (dolcificante)
- E960 Glicosidi steviolici (dolcificante)
- E961 Neotame (dolcificante)
- E962 Sale di aspartame-acesulfame (dolcificante)
- E965 Maltitolo (i) Sciroppo di maltitolo (ii) (dolcificante) (stabilizzante) (umettante)
- E966 Lattitolo (dolcificante)
- E967 Xilitolo (dolcificante)
- E968 Eritritolo (dolcificante)
- E999 Estratto di quillaia (schiumogeno)

## E1000-E1999
- E1000 Acido colico (emulsionante)
- E1001 Sali di colina (emulsionante)
- E1100 Amilasi (stabilizzante) (esaltatore di sapidità)
- E1101 Proteasi: (i) proteasi (ii) papaina (iii) bromelina (iv) ficina (stabilizzante) (esaltatore di sapidità)
- E1102 Glucosio ossidasi (antiossidante)
- E1103 Invertasi (stabilizzante)
- E1104 Lipasi
- E1105 Lisozima (conservante)
- E1200 Polidestrosio (stabilizzante) (addensante) (umettante) (supporto)
- E1201 Polivinilpirrolidone (stabilizzante)
- E1202 Polivinilpolipirrolidone (supporto) (stabilizzante)
- E1203 Polivinil alcol
- E1204 Pullulano
- E1400 Destrina (stabilizzante) (addensante)
- E1401 Amido modificato (stabilizzante) (addensante)
- E1402 Amido modificato alcalino (stabilizzante) (addensante)
- E1403 Amido sbiancato (stabilizzante) (addensante)
- E1404 Amido ossidato (emulsionante) (addensante)
- E1405 Amido trattato con enzimi
- E1410 Fosfato di monoamido (stabilizzante) (addensante)
- E1412 Fosfato di diamido (stabilizzante) (addensante)
- E1413 Fosfato di diamido fosfato (stabilizzante) (addensante)
- E1414 Fosfato di diamido acetilato (emulsionante) (addensante)
- E1420 Amido acetilato, acetato di monoamido (stabilizzante) (addensante)
- E1421 Amido acetilato, acetato di monoamido (stabilizzante) (addensante)
- E1422 Adipato di diamido acetilato (stabilizzante) (addensante)
- E1430 Diamido glicerilato (stabilizzante) (addensante)
- E1440 Diamido idrossipropilato (emulsionante) (addensante)
- E1441 Glicerilato di diamido idrossipropilato (stabilizzante) (addensante)
- E1442 Fosfato di diamido idrossipropilato (stabilizzante) (addensante)
- E1450 Ottenilsuccinato di amido e sodio (emulsionante) (stabilizzante) (addensante)
- E1451 Amido acetilato ossidato (emulsionante) (addensante)
- E1505 Citrato di trietile (stabilizzatore di schiuma)
- E1510 Etanolo
- E1518 Triacetato di glicerile (triacetina) (umettante)
- E1520 Glicole propilenico (umettante)
- E1525 Azoto (umettante)